# Погорелый, Сергей Демьянович
Сергей Демьянович Погорелый (род. 7 декабря 1948, Горловка Донецкой области, Украина) — ученый-кибернетик, специалист в области информационных технологий, доктор технических наук, профессор, лауреат Государственной премии Украины в области науки и техники (2018 г.), лауреат премии Совета Министров СССР в области науки и техники (1984 г.), заведующий кафедрой Компьютерной инженерии Киевского национального университета имени Тараса Шевченко. Автор более 280 научных трудов.

## Биография
В 1966 г. с отличием (золотая медаль) заканчивает среднюю школу № 55 г. Горловки и поступает в Донецкий политехнический институт (в настоящее время Донецкий национальный технический университет, г. Покровск, Украина) на электротехнический факультет, специальность — математические и счетно-решающие приборы и устройства), который заканчивает с отличием в 1971, получив квалификацию инженера-математика. В 1972 году поступает в аспирантуру Института кибернетики НАН Украины (научный руководитель — член-корреспондент НАН Украины, доктор физико-математических наук, профессор Е. Л. Ющенко). В 1977 успешно защищает кандидатскую диссертацию. По решению руководства Института кибернетики НАН Украины и Киевского научно-исследовательского Института радиоизмерительной аппаратуры ПО им. С. П. Королева в последнем в 1978 создается научно-исследовательский сектор системного программного обеспечения, который возглавляет С. Д. Погорелый. В 1984 это подразделение трансформируется в научно-исследовательский отдел системного и функционального программного обеспечения микропроцессорных систем. Опыт научно-исследовательских и проектно-конструкторских работ в области создания программного обеспечения микропроцессорных систем был положен в основу докторской диссертации Погорелого С. Д., которую он успешно защитил в 1993 г. (научный консультант — член-корреспондент НАН Украины, доктор технических наук, профессор Б. Н. Малиновский). В 1991 переходит на преподавательскую работу в Киевский национальный университет имени Тараса Шевченко (доцент, с 1995 профессор, с 2012 по настоящее время — заведующий кафедрой Компьютерной инженерии факультета радиофизики, электроники и компьютерных систем этого университета).

## Область научных исследований
- Схематология параллельных алгоритмов для суперкомпьютерных вычислений и исследования их имплементаций при проведении кластерных вычислений (основан на математическом аппарате модифицированных систем алгоритмических алгебр Глушкова и транзиционных систем).
- Применение генетических алгоритмов в высокопроизводительных компьютерных системах.
- Архитектуры гомогенных и гетерогенных кластерных систем (в том числе с графическими ускорителями) и методы организации кластерных вычислений.
- Теоретические основы и создание на их основе методологии построения ИТ-инфраструктур и сервисов для информационных технологий, суперкомпьютерных систем и программно-алгоритмических средств их трансформационного проектирования.

Список научных трудов включает 8 монографий в указанных областях исследований. На сегодня руководит работой трех аспирантов, под его научным руководством защищено 6 кандидатских диссертаций. С. Д. Погорелый активно ведет научно-организационную деятельность: работает в составе экспертного совета ВАК Украины по информатике и приборостроению (сейчас экспертный совет ДАК МОН Украины); является заместителем председателя (технические науки) ученого совета по защите докторских диссертаций на факультете компьютерных наук и кибернетики Киевского национального университета имени Тараса Шевченко. Член редакционных коллегий отечественных и международных научных журналов. Многократно принимал участие в составе организационных и программных комитетов международных научных конференций.

## Преподавательская деятельность
Преподаются такие лекционные курсы и проводятся семинарские занятия по специальности «Компьютерная инженерия»:
- «Дискретная математика».
- «Методология проектирования открытых компьютерных систем».
- «Программирование для UNIX-платформ».
- «Программное конструирование».
- «Инструментальные системы проектирования программ».
- «Методы представления результатов исследований».
- «Актуальные проблемы обработки информации в компьютерных системах» — для студентов факультета компьютерных наук и кибернетики Киевского национального университета имени Тараса Шевченко.

## Награды, премии
- Лауреат Государственной премии Украины в области науки и техники (2018 г.).
- Знак Отличия Ученого совета Киевского национального университета имени Тараса Шевченко (2019 г.).
- Лауреат премии Совета Министров СССР в области науки и техники (1984 г.).